# Hylogomphus geminatus
Hylogomphus geminatus is een echte libel uit de familie van de rombouten (Gomphidae).
De wetenschappelijke naam van de soort werd in 1979 als Gomphus geminatus gepubliceerd door Frank Louis Carle.
De soort staat op de Rode Lijst van de IUCN als veilig, beoordelingsjaar 2016.